# Mamante
Mamante  è un nome proprio di persona italiano maschile. 

## Varianti
- Maschili: Mama[1]

## Origine e diffusione
Nome di scarsissima diffusione in Italia, è ricordato principalmente per il santo martire di Cesarea, molto venerato fra i bizantini; negli anni 1970 si contavano un centinaio di occorrenze del nome, sparse al Nord.
L'etimologia di Mamante, attestato in greco e in latino come Mamas o Mama, è ignota, forse greca o asiatica.

## Onomastico
L'onomastico si festeggia il 17 agosto in onore di san Mamante, un pastore martire a Cesarea in Cappadocia sotto Aureliano. Con questo nome si ricordano anche altri due santi, sempre orientali: uno, martire in Palestina e festeggiato assieme ai santi Basilisco e Tecla il 21 giugno e l'altro, martire con altri compagni a Melitene, ricordato il 7 novembre.